# Casper Gandrup
Casper de Fønss Gandrup Hansen (født 12. august 1999 i Viborg) er en dansk tidligere professionel fodboldspiller, der har spillet på midtbanen for Viborg FF. En ankelskade tvang ham til at stoppe den professionelle karriere.

## Karriere
Gandrup er opvokset i Bruunshåb, og som 3-årig begyndte han at spille fodbold i Bruunshåb/Tapdrup IF. Senere rykkede han ind til FK Viborg. I september 2015 underskrev han en 3-årig kontrakt med Viborg FF, og fik han debut for Viborg FFs hold i Reserveligaen. Næsten samtidig var han startet i 'Talentklassen' på Viborg Katedralskole.
Han fik debut for Viborg FFs førstehold 23. august 2017 i en hjemmekamp mod FC Fredericia.